# بخش مرکزی شهرستان زنجان
بخش مرکزی شهرستان زنجان یکی از بخش‌های شهرستان زنجان در استان زنجان ایران است.

## تقسیمات کشوری
- بخش مرکزی شهرستان زنجان
  - دهستان بناب (زنجان)
  - دهستان بوغداکندی
  - دهستان تهم
  - دهستان مجرات

شهر: زنجان

## جمعیت
بنابر سرشماری مرکز آمار ایران، جمعیت بخش مرکزی شهرستان زنجان در سال ۱۳۸۵ برابر با ۴۰۵۹۸۱ نفر بوده است.